# Eunidia apicalis
Eunidia apicalis là một loài bọ cánh cứng trong họ Cerambycidae.